# ガーナ・ポスト
ガーナ・ポスト（Ghana Post）はガーナの郵便事業会社。通信省（Ministry of Communications）によって管理されている。
西アフリカ郵便協議会（West African Postal Conference）に加盟している
。